# Санкање на Зимским олимпијским играма 2006.
Такмичење у сањкању на Зимским олимпијским играма 2006. у Торину одржано је у Чезана Торинезеу на писти Чезана Париол између 11. и 15. фебруара 2006. Ово су биле први игре где је корићен систем квалификација за учествовање на игарама.

## Дисциплине
На играма у Торину 2006. такмичење у санкању одржало се у три дисциплине, појединачно и у пару за мушкарце и појединачно за жене.

## Сатница такмичења
| Сан    | Датум                       | Старт | Финиш | Дисциплинат | Ниво        |
| ------ | --------------------------- | ----- | ----- | ----------- | ----------- |
| 2. дан | субота, 11. фебруар 2010    | 16:00 | 18:30 | мушкарци    | 1 и 2 вожња |
| 3. дан | недеља, 12. фебруар 2010    | 16:00 | 18:30 | мушкарци    | 3 и 4 вожња |
| 4. дан | понедељак, 13. фебруар 2010 | 16:00 | 18:00 | жене        | 1 и 2 вожња |
| 5. дан | уторак, 14. фебруар 2010    | 16:00 | 18:00 | жене        | 3 и 4 вожња |
| 6. дан | среда, 15. фебруар 2010     | 16:00 | 18:00 | парови      | 1 и 2 вожња |

## Земље учеснице
Учествовало је 108 такмичара из 24 земље.
1. Аргентина  1
2. Аустралија  1
3. Аустрија 10
4. Бугарска  1
5. Канада 10
6. Чешка  4
7. Немачка 10
8. Уједињено Краљевство  2
9. Индија  1
10. Италија  9
11. Јапан  5
12. Јужна Кореја  1
13. Летонија  8
14. Молдавија  1
15. Пољска  5
16. Румунија  4
17. Русија 10
18. Словенија  1
19. Швајцарска  2
20. Словачка  6
21. Кинески Тајпеј  1
22. Украјина  6
23. Сједињене Америчке Државе 10
24. Венецуела  1

## Освајачи медаља
| Дисциплине                  |                                             | Резултат |                                            | Резултат |                                                     | Резултат |
| Мушкарци појединачно детаљи | Армин Цегелер · Италија                     | 3:26,088 | Алберт Демченко · Русија                   | 3:26,198 | Mārtiņš Rubenis · Летонија                          | 3:26,445 |
| Жене појединачно детаљи     | Силке Ото · Немачка                         | 3:07,979 | Силке Краусхар · Немачка                   | 3:08,115 | Татјана Хифнер · Немачка                            | 3:08,460 |
| Мушки парови детаљи         | Андреас Лингер · Волфганг Лингер · Аустрија | 1:34,497 | Андре Флоршулц · Торстен Вустлих · Немачка | 1:34,807 | Герхард Плакенштајнер · Освалд Хазелридер · Италија | 1:34,930 |

## Биланс медаља
|    | Земља      |   |   |   |   |
| -- | ---------- | - | - | - | - |
| 1. | Немачка    | 1 | 2 | 1 | 4 |
| 2. | Италија    | 1 | 0 | 1 | 2 |
| 3. | Аустрија   | 1 | 0 | 0 | 1 |
| 4. | Русија     | 0 | 1 | 0 | 1 |
| 5. | Летонија   | 0 | 0 | 1 | 1 |
|    | Укупно (5) | 3 | 3 | 3 | 9 |